# Назарово (Зіанчуринський район)
Наза́рово (рос. Назарово, башк. Назар) — присілок у складі Зіанчуринського району Башкортостану, Росія. Входить до складу Новочебенкинської сільської ради.
Населення — 69 осіб (2010; 96 в 2002).
Національний склад:
- башкири — 89%